# Stora Kärr
Stora Kärr este o arie protejată (arie specială de conservare — SAC, sit de importanță comunitară — SCI) din Suedia întinsă pe o suprafață de 4,3 ha, integral pe uscat.

## Localizare
Centrul sitului Stora Kärr este situat la coordonatele 57°54′21″N 14°06′23″E / 57.9057°N 14.1063°E.

## Înființare
Situl Stora Kärr a fost declarat sit de importanță comunitară în ianuarie 1998 pentru a proteja un număr necunoscut de specii din flora spontană și fauna sălbatică aflate în arealul zonei. Situl a fost protejat și ca arie specială de conservare în martie 2011.

## Biodiversitate
Situată în ecoregiunea boreală, aria protejată conține 1 habitat natural: Păduri de fag Luzulo-Fagetum.
La baza desemnării sitului se află un număr nedeclarat de specii protejate.